# 27003 Катоїдзумі
27003 Катоїдзумі (27003 Katoizumi) — астероїд головного поясу, відкритий 21 лютого 1998 року.
Тіссеранів параметр щодо Юпітера — 3,205.